# Саксаганський рудник

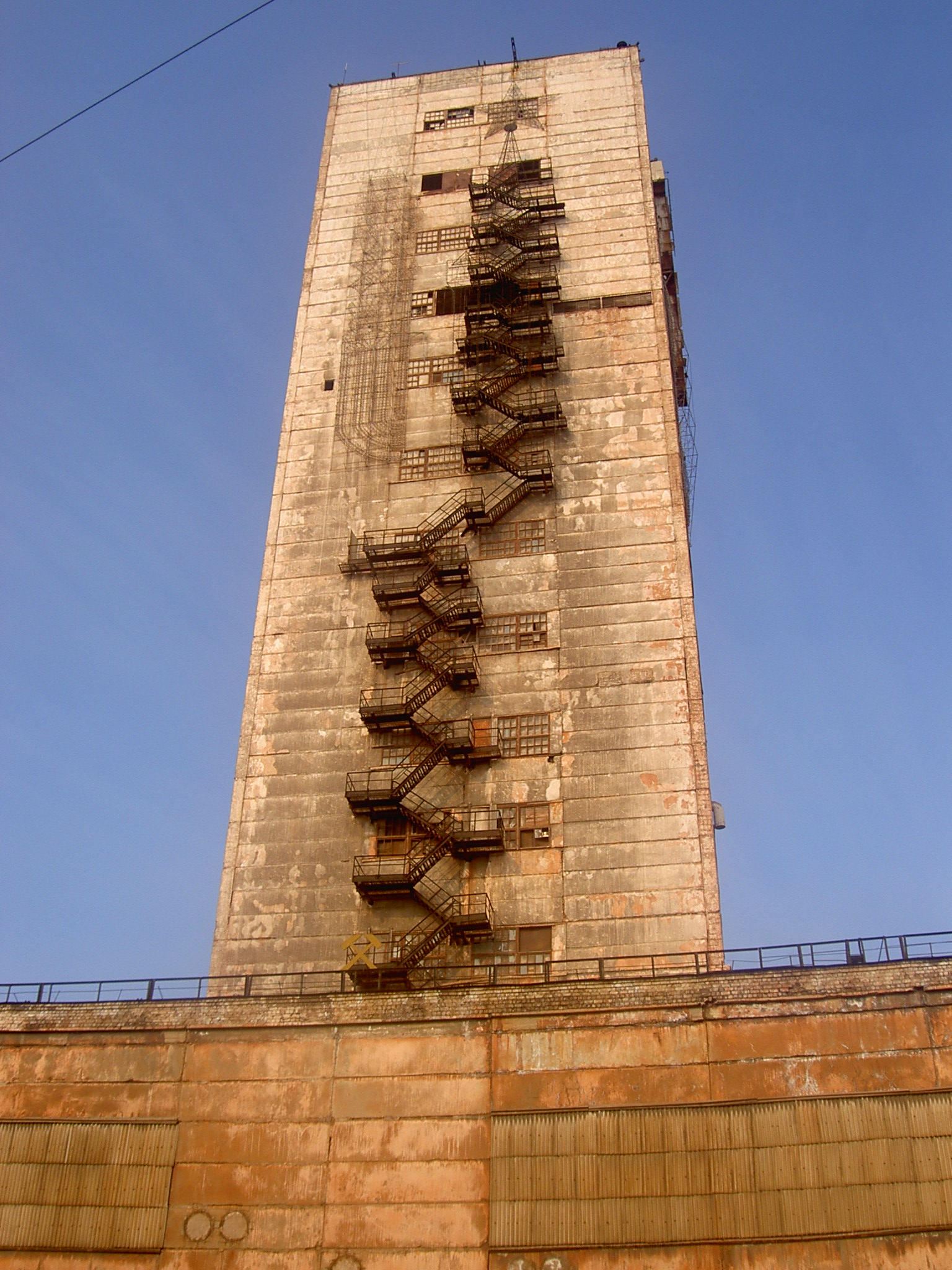
Копер шахти «Гігант-Глибока»

Рудоуправлі́ння ім. Ф. Е. Дзержи́нського  (Саксага́нський рудни́к, Пролета́рський рудни́к) — колишнє підприємство гірничодобувної галузі з видобутку та переробки залізних руд на базі Криворізького залізорудного басейну, що розташовувалося в Кривому Розі.

## Історія
Один з найстаріших рудників Кривого Рогу. Початок видобутку покладено в 1881 році з відкриттям Саксаганського рудника  Олександра Поля. Видобуток вівся відкритим способом — кар'єрами, перша шахта рудника закладена в 1908 році.
У 1926 році, по смерті Ф. Е. Дзержинського, на прохання працівників, рудоуправлінню присвоєно його ім'я.
У радянські роки є у складі тресту «Дзержинськруда», після його реорганізації, у 1973, — у промисловому об'єднанні «Кривбасруда».
Від назви рудоуправління названа місцевість Дзержинка — місце проживання працівників рудника. У 1936 році новий район міста отримав назву — Дзержинського.

## Характеристика
Рудоуправлінням розроблялося родовище багатих залізних руд, розташоване в центральній частині Криворізького залізорудного басейну. З 1978 року починають розроблятися і залізисті кварцити.
Багаті руди в основному гетит-гематит-мартитові (70 %) з вмістом Fe 46-69 % (балансові запаси на 1984 — 28,7 млн т). Залізисті кварцити в основному магнетитові, гематит-магнетитові і карбонат-магнетитові різновиди з середнім вмістом Fe 32,5 % (балансові запаси на 1984 в контурі шахтних полів — 516,500,000. т).
На базі рудника вироблялася агломераційна, доменна, мартенівська руда, залізорудний концентрат тощо.
Родовище рудника переважно розроблялося підземним способом — 91 %. Розкрите чотирма рудопідйомними, двома допоміжними і шістьма вентиляційними стволами на глибину 700—800 м. Розробка багатих руд велася по системі поверхового і підповерхового обвалення з відбійкою руди глибокими свердловинами; залізистих кварцитів — по поверхово-камерної системи із залишенням тимчасових целиків і відбійкою руди глибокими свердловинами.
Дрібні рудні тіла поблизу поверхні і частина раніше втрачених руд відпрацьовуються кар'єром (глибина 150 м). Розтин кар'єра — виїзна траншея з відвалами зовнішнього закладення. Система розробки — транспортна тупиковими заїздами. Відбійка руди проводилася буропідривним способом з навантаженням екскаваторами циклічної дії і транспортуванням автосамоскидами. Багата залізна руда дробилася і сортувалася по класах, магнетитові кварцити збагачувалися.
На 1986 рік річний видобуток сирої руди становив 5,5 млн т (в тому числі магнетитових кварцитів — 2 млн т).

## Структура
До складу рудоуправління входило чотири рудопідйомні, дві допоміжні, шість вентиляційних шахт, кар'єр «Північний», збагачувальна фабрика, ремонтно-механічний та інші цехи.
шахти:
 «Гігант», «Саксагань», «Побєда» («Комунар»), «Центральна», «Вентиляційна № 4» («В-4»).

## Керуючі
- Желтецький Євдоким Микитович (1932—1933)
- Гук Петро Єлисейович (1944)
- Москальков Євген Федорович (1944—1945)
- Жмайло Андрій Павлович (1945)
- Кадирбаєв Рашид Абдулович (195.—195.)
- Олейников Віктор Степанович (1955)
- Свинаренко Дмитро Михайлович (1957—1962)
- Саворський Петро Костянтинович (1969—1983)
- Семенко Михайло Іванович (1983—1990)